# Usurpation raciale
 (décembre 2018).
Le contenu est difficilement compréhensible vu les erreurs de traduction, qui sont peut-être dues à l'utilisation d'un logiciel de traduction automatique.
 (août 2018).
Si vous disposez d'ouvrages ou d'articles de référence ou si vous connaissez des sites web de qualité traitant du thème abordé ici, merci de compléter l'article en donnant les références utiles à sa vérifiabilité et en les liant à la section « Notes et références ».
L'usurpation raciale est un phénomène majoritairement présent aux États-Unis qui se produit lorsqu'une personne classée comme membre d'un groupe racial se fait passer et est acceptée en tant que membre d'un autre groupe racial.
En Louisiane, le terme anglais « Passing » ou « passe blanc » était utilisé pour désigner une personne de couleur ou d'origine multiraciale assimilée à la majorité blanche, alors que les conventions juridiques et sociales de l'hypodescendance classaient la personne en minorité, sujette à la ségrégation raciale et à la discrimination.

## Usurpation raciale aux États-Unis

### Se faire passer pour Blanc
En 1857, l'esclave Jane Morrison, blonde et aux yeux bleus, âgée de quinze ans, est allée a la cour de justice de Louisiane pour obtenir sa liberté dans l'affaire Morrison v. White. Des exemples tels que les lois d'État Jim Crow de la fin du XIXe siècle établissant la ségrégation dans les établissements publics et les lois de l'État du début du XXe siècle établissant la règle de la goutte unique pour la classification raciale comme en Virginie en 1924 qui imposé des règlements d'hypodescence.
De plus, une personne identifiée par son apparence et son ascendance majoritaire pourrait être qualifiée d'«usurpation Raciale» par les personnes de race blanche. En Louisiane, les personnes de couleur qui passaient comme blanches étaient appelées en Français de Louisiane; «passe blanc».
Le leader américain des droits civiques, Walter Francis White (qui était blond, aux yeux bleus avec une peau claire) était de race mixte, essentiellement d'origine européenne, 27 des 32 arrière-arrière-arrière-grands-parents étant blancs; les cinq autres étaient classés comme noirs et avaient été esclaves. Il a grandi avec ses parents et sa famille à Atlanta dans la communauté noire et s'est identifié à elle. Il a été chef de la direction de l’Association nationale pour la promotion des gens de couleur (NAACP) de 1929 jusqu’à sa mort en 1955. Au début de sa carrière, il a mené des enquêtes dans le Sud, au cours desquelles il se faisait parfois passer pour blanc, pour recueillir des informations plus librement sur les lynchages, les crimes de haine et se protéger dans des environnements socialement hostiles.
Au XXe siècle, le créateur de la bande dessinée Krazy Kat, George Herriman, était un dessinateur créole de Louisiane né de parents métis, il se revendiqua d’héritage grec tout au long de sa vie adulte.
Anatole Broyard, écrivain et critique du XXe siècle, était un créole de Louisiane qui a choisi de se faire passer pour blanc dans sa vie d'adulte à New York et au Connecticut. Il voulait se créer une vie d’écrivain indépendant et ne pas être considéré comme un écrivain noir, de plus, il ne s'est pas identifié aux Noirs urbains du Nord, dont les expériences étaient très différentes de celles de son enfance dans la communauté créole de la Nouvelle-Orléans. Il a épousé une Américaine d'origine européenne. Sa femme et plusieurs de ses amis savaient qu'il était en partie noir d'ascendance. Sa fille, Bliss Broyard, ne l'a appris qu'après la mort de son père. En 2007, elle a publié un mémoire retraçant ses explorations de la vie de son père et des mystères de sa famille intitulés One Drop: La vie cachée de mon père: une histoire de secrets, de race et de famille.

### Se faire passer pour Amérindien
Dans un renversement limité du schéma habituel, certaines personnes d'ascendance européenne ont choisi de devenir membres d'autres races,,.
Dans les mouvements New Age et Hippie, certaines personnes non-Autochtones ont parfois tenté de se faire passer en tant qu'Amérindien ou de devenir spécialiste de la médecine autochtone.
Le terme péjoratif utiliser par les Amérindiens pour ces usurpateurs est « chaman en plastique ».
L'acteur américain Iron Eyes Cody, d'origine sicilienne, a développé une niche à Hollywood en jouant des rôles d'Amérindiens. Il avait revendiqué un héritage amérindien pour obtenir du travail.
Parmi les auteurs et artistes américano-européens qui ont notamment tenté d'usurper une race autochtone, nous pouvons citer Asa Earl Carter,
Aux États-Unis, Jimmie Durham a été présenté comme un usurpateur qui se faisait passer pour un artiste cherokee.
Jay Marks, un homme d'origine juive d'Europe de l'Est, a adopté le pseudonyme de Jamake Highwater vers 1969, prétendant être Cherokee/Blackfeet, et a publié de nombreux livres sous ce nom. Il a remporté des prix et reçu des subventions de l'AEN. L'artiste Yeffe Kimball a prétendu être Osage.
Le professeur et activiste Ward Churchill, qui a défendu les droits des Indiens d'Amérique, a prétendu être Cherokee-Muscogee Creek,,. Ses revendications ont été rejetées par les deux tribus. Il a été licencié en 2007 de l'Université du Colorado,.
Le Wall Street Journal a rapporté le 5 octobre 2015 que le Dartmouth College avait congédié la directrice de son programme amérindien, Susan Taffe Reed, « après que des responsables tribaux et d'anciens étudiants l'aient accusée de se présenter comme une Indienne américaine ». Elle a auparavant enseigné à Dartmouth, au Bowdoin College et à l'Université de Caroline du Nord à Chapel Hill,.
Pour tenter de protéger les artistes amérindiens des revendications et des usurpateurs de race non-autochtones, la loi de 1990 sur l'art et l'artisanat indiens (Indian Arts and Crafts Act en anglais) a été adoptée aux États-Unis. Elle exige que les artistes soient membres d’une tribu reconnue par l’État ou par le gouvernement fédéral afin de prétendre être un artiste amérindien.

La déclaration de l'Association des études autochtones et indigènes sur l'usurpation de race amérindienne dit : 

« Si nous croyons en l'autodétermination de la race amérindienne en tant que valeur et but, alors les questions d'identité et d'intégrité dans son expression ne peuvent être traitées comme une simple distraction de questions supposées plus importantes. Falsifier sa race ou sa relation avec des peuples autochtones particuliers est un acte d'appropriation continu avec d'autres formes de violence coloniale ». »

### Se faire passer pour Afro-Américain

L'allemande Martina Big, militante transraciale, s'est fait noircir artificiellement la peau et a reçu d'imposants implants mammaires dans le cadre de sa transition.

La militante des droits civiques Rachel Dolezal, alors présidente de la section Spokane de la NAACP, a affirmé dans un profil de février 2015 être née dans un tipi du Montana et avoir cherché de la nourriture avec sa famille lorsqu'elle était enfant avec des « arcs et des flèches ». Elle s'est principalement identifiée comme afro-américaine et s'est établie comme militante à Spokane. En 2015, la mère de Dolezal a contesté les propos de sa fille, affirmant que ses ancêtres étaient de nationalité tchèque, suédoise et allemande, avec de "faibles traces" de l'héritage amérindien. Elle a également nié diverses affirmations de sa fille au sujet de sa vie, notamment avoir vécu en Afrique lorsqu'elle était jeune. Dolezal a finalement démissionné de son poste chez la NAACP.
En 2015, Vijay Chokalingam, le frère de l'artiste indo-américaine Mindy Kaling, a déclaré à CNN qu'il avait prétendu être noir durant des années pour pouvoir bénéficier de mesures de discrimination positive pour être admis dans une école de médecine. La faculté de médecine a publié une déclaration selon laquelle les notes de Chokalingam répondaient aux critères d'acceptation de l'époque, et que la race n'avait joué aucun rôle dans son admission.

### Autres cas
John Roland Redd était un musicien afro-américain né et élevé au Missouri. Dans les années 1950, il a acquis une nouvelle identité, prétendant être un Indien nommé Korla Pandit et fabriquant une histoire de naissance à New Delhi, en Inde, d'un prêtre brahmane et d'un chanteur d'opéra français. Il a établi une carrière dans ce personnage exotique, décrit comme un "Liberace indien". Deux ans après sa mort en 1999, sa véritable identité ethnique a été révélée dans un article du rédacteur en chef du magazine Los Angeles, R. J. Smith. [24] [25] [26]

### Culture créole en Louisiane
Une classe créole métisse s'est développée en Louisiane avant que les États-Unis achètent le territoire. Dans les premières années de la colonie française et espagnole, les hommes prenaient des femmes africaines ou amérindiennes asservies comme épouses ou maîtresses. Dans la culture latine, les hommes riches avaient souvent leurs fils métis éduqués en Europe ou formés dans des métiers spécialisés. Peu à peu, une troisième caste s'est formée, composée de personnes de couleur libres ou de créoles métis. Les créoles étaient souvent éduqués et beaucoup sont devenus des propriétaires riches. Ils ont également formé une communauté d’artisans à la Nouvelle-Orléans. Les belles jeunes femmes créoles sont souvent devenues les maîtresses officielles des colons blancs français, qui leur ont fourni, à eux et à leurs enfants, des conditions financières dans un système appelé plaçage. Cela leur a permis de faire instruire leurs enfants.

## Usurpation de race dans les médias

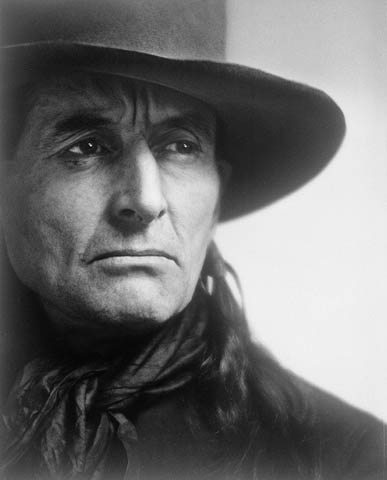
Portrait de Grey Owl pris par Yousuf Karsh en 1936. Né en Angleterre, il est allé au Canada et a vécu avec des membres des Premières Nations.

## Peuples autochtones des Amériques
Marie Lee Bandura, qui a grandi au sein de la Première nation Qayqayt à New Westminster en Colombie-Britannique, était orpheline et croyait être la dernière de son peuple. Elle a déménagé dans le quartier de Chinatown, à Vancouver, a épousé un Chinois et a élevé ses quatre enfants en tant que Chinois. Elle passa pour Chinoise pendant la plus grande partie de sa vie, Un jour, elle révéla son usurpation a sa fille Rhonda Larrabee : « Je ne l'ai jamais dit, je vais vous le dire une seule fois, mais vous ne devez plus jamais me le re-demander ».
L'environnementaliste Grey Owl était un Britannique blanc nommé Archibald Belaney, et non pas de race autochtone des Premières Nations, comme il le prétendait. Lorsqu'on lui a demandé d'expliquer son apparence européenne, il a menti et a prétendu qu'il était à moitié Écossais et à moitié Apache. Belaney a appris la langue Ojibwé et certaines des compétences de survie dans la nature et a tenté de vivre en usurpant une identité d'Amérindien.